# Provincia de Nimruz
Nimruz (del persa: نیمروز) es una de las 34 provincias de Afganistán. Ubicada al sudoeste del país, junto a las fronteras con Irán y Pakistán. Con una población de 149.000 habitantes (2002), es la demarcación con menos pobladores de la nación. Tiene una superficie de 41.000 km², que en términos de extensión es similar a la de Suiza. La capital es Zaranj.

## Distritos
- Chahar Burjak
- Chakhansur
- Kang
- Khash Rod
- Zaranj

- Datos: Q183021
- Multimedia: Nimroz Province / Q183021